# Јакша Јакова Ујевић
Прим. др Јакша Јакова Ујевић је био један од првих лекара педијатара који је радио у Лесковцу.

## Биографија
Рођен је 23. октобра 1905. године у Пољици  општина Имотско – Далмација, СР Хрватска. Пре поласка у гимназију завршио је шест разреда основне школе, што је била реткост. Школовао се у времену Првог светског рата, те није био у могућности да пође у гимназију. Матурирао је класичну гимназију у Шибенику 1926. године, Исте године уписао је Медицински факултет у Загребу на коме је студирао шест семестара, а онда прешао на Медицински факултет у Београду и дипомирао јуна 1937. године. Студије је прекидао у два наврата, због одслужења војног рока и ради слабих материјалних могућности.
По завршетку студија радио је у руднику „Столице” у Крупњу као лекар „Главне братинске благајне” у Београду, Централног осигуравајућег завода за осигурање рудара у Србији. По ослобођењу Београда био је управник гарнизона болнице у Београду и члан војно здравствене комисије до краја рата. Специјалистички испит из педијатрије положио је на Дечјој клиници у Београду, а академско звање примаријус стекао за време службовања у Врбасу.
Био је руководилац дечије здравствене службе у Лесковцу од 1948. до 1962. године, затим у Врбасу у истом својству од 1962 па до пензинисања 1. јануара 1978. године. Био је актвни члан Подружнице Српског лекарског друштва у Лесковцу као предавач а стручним састанцима. Активни члан на Педијатријским конгресима и симпозијумима. Објавио је већи број радова у часопису „Југословенска педијатрија” која је излазила у Загребу и другим стручним часописима. Био је ментор лекарима на специјализацији из педијатрије у Лесковцу и Врбасу, као и предавач педијатрије у Средњој медицинској школи у Лесковцу од њеног оснивања до одласка из Лесковца.